# Joueurs et Courtisanes sous une tente
Les Joueurs et Courtisanes sous une tente est un tableau du peintre flamand Cornelis de Vos, datant de la première moitié du XVIIe siècle, conservé au Musée de Picardie à Amiens.

## Historique
Ce tableau, réalisé entre 1630 et 1635, avait été attribué depuis son acquisition par la ville d'Amiens, en 1843, à Valentin de Boulogne. Ce n'est qu'en 1964 que Michel Laclotte établit qu'il était l'œuvre de Cornelis de Vos qui réalisa deux œuvres comparables : La Partie de tric-trac conservée au Musée Boucher de Perthes d'Abbeville et La Partie de cartes conservée au Nationalmuseum de Stockholm.

## Caractéristiques
La scène représentée rassemble six personnages sous une tente en un lieu que l'on peut supposer être un campement militaire. Autour d'un tambour qui sert de table de jeu, deux joueurs de dés se font face ; devant eux, les gains en argent de chacun et au milieu la mise. L'homme de droite, debout, vêtu de rouge, la main sur le pommeau de son épée, s'apprête à lancer les dés. À gauche, un soldat en cuirasse est assis au côté d'une courtisane qui lui saisit l'avant-bras gauche de sa main droite alors que lui-même lui tient les doigts de sa main gauche. À l'arrière plan, se tiennent un soldat coiffé d'un chapeau à plume et une autre courtisane levant son verre avec vigueur.
On peut faire de ce tableau une double lecture :
- celle d'une pittoresque évocation des divertissements de la vie militaire,
- celle d'une allégorie évoquant les cinq sens ou les passions qui gouvernent la nature humaine : les plaisirs de l'amour, le goût du jeu, l'attrait de l'argent, celui du vin et la quête de la gloire militaire[1].